# Harmonia vocal

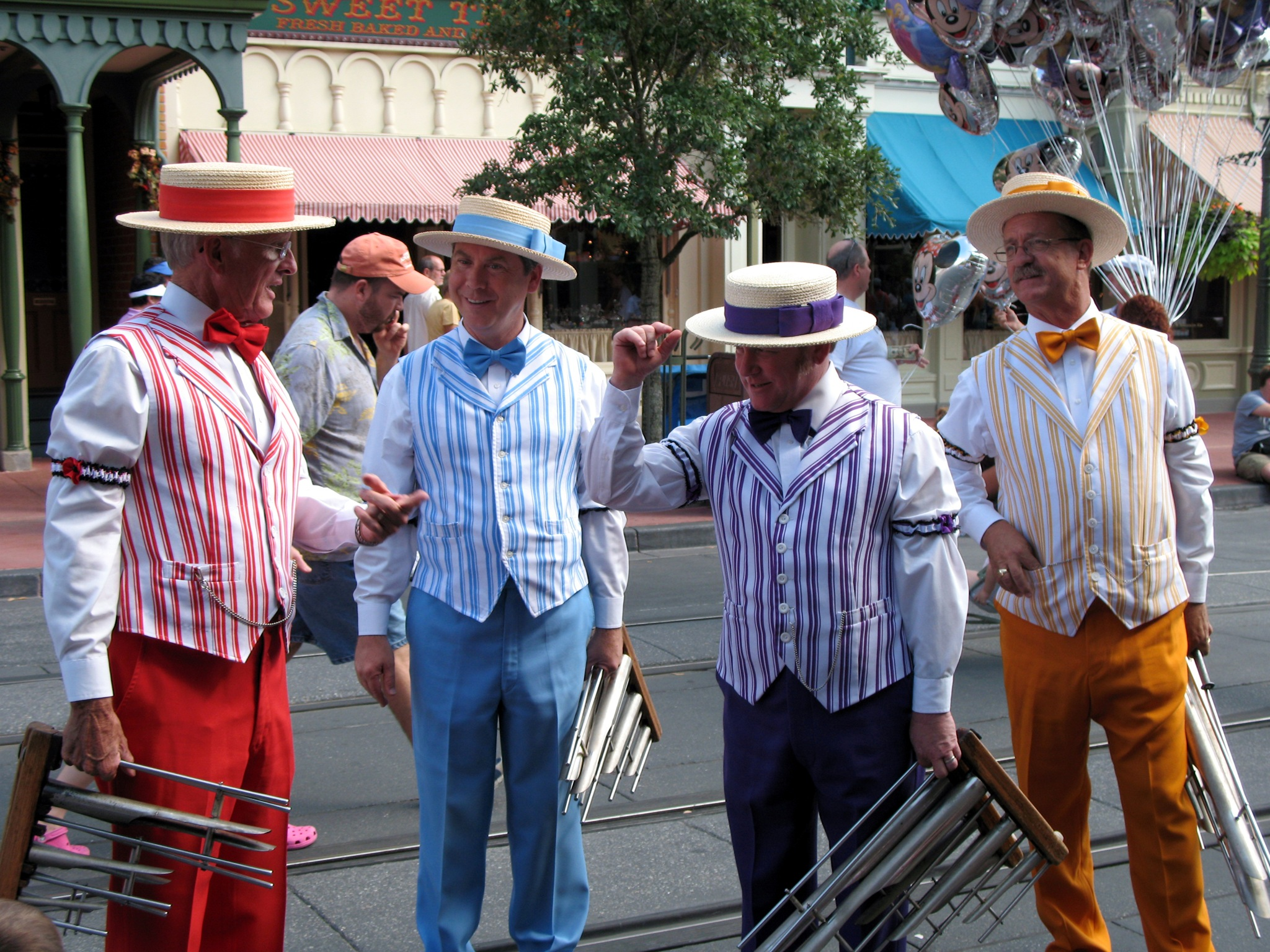
Os Dapper Dans, um quarteto de barbearia cantando em uma harmonia a quatro partes no Walt Disney World

Harmonia vocal é um estilo de música vocal em que uma nota consonante, ou notas, são simultaneamente cantadas como a melodia principal com uma consistência predominantemente homofônica. Harmonias vocais são usadas em diversos subgêneros da música artística Européia, incluindo a música clássica em coro, ópera e nos estilos populares de muitas culturas Ocidentais, de músicas populares e peças teatrais às baladas de rock. Em sua forma mais simples, a harmonia vocal possui uma melodia vocal principal que recebe apoio de um único vocal de apoio, seja em um tom acima ou abaixo do vocal principal, geralmente em terças ou sextas que se encaixam com a progressão de acordes utilizada na música. Em arranjos vocais mais complexos, diferentes vocais de apoio podem cantar duas ou até três outras notas ao mesmo tempo como cada uma das notas da melodia principal, majoritariamente com terças, sextas e quintas de som agradável e consonantes (embora notas dissonantes possam ser usadas como tom não harmônico).

## Na música artística
Harmonias vocais têm sido uma parte importante da música artística Ocidental desde a introdução das melodias de Missa na era Renascentista, harmonizadas em agradáveis terças e sextas. Com a ascensão do estilo de cantar como hino de coral da igreja Luterana, congregações cantavam hinos arranjados em um harmonia vocal de quarta ou de quinta. Na era da música Romântica durante 1800, a harmonização vocal se tornou mais complexa, arranjadores começavam a incluir mais harmonias dissonantes. Óperas e corais da era Romântica utilizavam harmonias vocais que soavam tensas com intervalos maiores e menores como uma importante ferramenta para destacar o drama da música. Na música contemporânea, entre 1900 e 2000, músicos faziam exigências cada vez mais complicadas aos corais que estavam cantando em harmonia vocal, instruções como cantar em notas microtonais ou fazer sons percussivos.

## Na música popular
Para utilizar harmonia vocal em um contexto pop ou rock, os vocalistas de apoio precisam ser capazes de ajustar o tom das suas notas para que fiquem em sintonia com o tom o vocalista principal e os instrumentos da banda. O ritmo das partes do apoio harmônico também devem estar em sincronia com o vocalista principal e a banda de apoio. Enquanto algumas bandas usam harmonias vocais relativamente simples, com notas longas e lentas dando suporte ao vocal principal durante as seções de coral, outras bandas fazem dos vocalistas de apoio parceiros do vocalista principal. Em bandas vocalmente orientadas, os vocalistas de apoio devem cantar partes complexas que demandam uma agilidade e sensibilidade vocal similares ao do vocal principal. Geralmente, bandas de pop e rock utilizam harmonias vocais enquanto o restante da banda está tocando; entretanto, para se diferenciar, algumas harmonias vocais pop e rock são feitas em a cappella, sem acompanhamento instrumental. Este recurso se tornou amplamente utilizado nos corais ao final das músicas na era do hard rock e baladas heavy metal entre 1980 e 1990, assim como o horror punk (que possui menções de influência tanto do heavy metal quanto do doo-wop). 

### Outras funções
Enquanto algumas bandas utilizam vocalistas de apoio que cantam apenas quando em palco, é comum para estes vocalistas terem outras funções enquanto no palco. Em diversas bandas de rock e metal, os músicos fazendo o vocal de apoio também tocam instrumentos, como teclados, guitarra rítmica ou bateria. Em grupos Latinos ou Afro-Cubanos, os vocalistas de apoio tocam instrumentos de percussão ou chocalhos enquanto cantam. Em alguns grupos de pop, hip-hop e teatro musical, o vocalista de apoio pode ser chamado para apresentar danças com coreografias elaboradas enquanto cantam através de um microfone no headset.

### Quartetos de barbearia

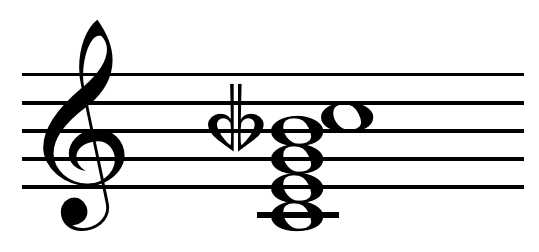
Acorde "barbearia" em C.

Um dos estilos mais complexos de harmonia vocal é o estilo quarteto de barbearia, em que a melodia é harmonizada em quatro partes. Em um arranjo de quarteto de barbearia, cada voz tem a sua própria função: geralmente, o cantor principal canta a melodia, o tenor harmoniza em cima da melodia, o baixo canta as notas harmonizadas mais baixas, e o barítono completa o coral, geralmente abaixo do principal. A melodia geralmente não é cantada pelo tenor ou baixo. Quartetos de barbearia tendem a usar acordes de sétima dominantes que soem dissonantes ou "tensos" , diferente das bandas de pop ou rock.

### Grupos doo-wop
Doo-wop é um estilo com foco vocal de música R&B, que se desenvolveu em comunidades Afro-Americanas em 1940 e alcançaram a popularidade geral nos EUA em 1950 e no início e 1960. Utilizava harmonias vocais suaves e consonantes, com um número de cantores que simulavam os instrumentos enquanto cantavam sílabas sem sentido. Por exemplo, na música dos The Ravens, "Count Every Star" (1950), os cantores imitavam o som de um baixo duplo. Sucessos conhecidos incluem "In the Still of the Night (I Remember)" por The Five Satins e "Get a Job" por The Silhouettes, um sucesso em 1958. Doo-wop continuou popular até um pouco antes da Invasão Britânica de 1964.